# Peter Keller (Politiker, 1971)

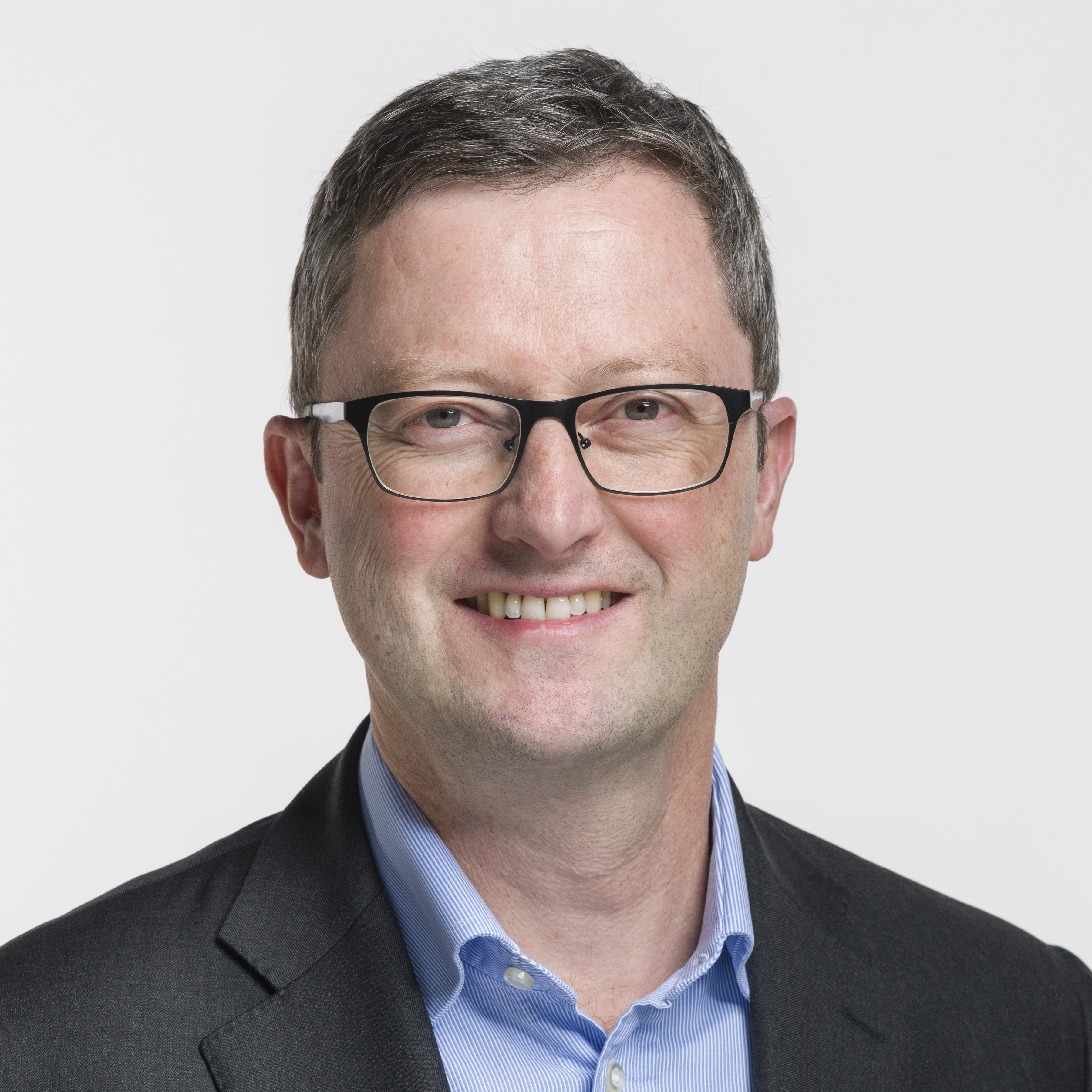
Peter Keller (2019)

Peter Keller (* 22. April 1971 in Luzern; heimatberechtigt in Brütten) ist ein Schweizer Journalist und Politiker (SVP). Von 2021 bis 2024 war er Generalsekretär der SVP Schweiz, seit März 2024 ist er stellvertretender Generalsekretär. Von 2011 bis 2023 war er Nationalrat.

## Leben
Keller studierte Geschichte und deutsche Literatur an der Universität Zürich und schloss mit dem Lizenziat ab. Er ist freier Autor für die Weltwoche, zuvor war er von 2009 bis 2012 Redaktor. Von 2011 bis 2023 war er Nidwaldner SVP-Nationalrat. Er gehörte der Kommission für Wissenschaft, Bildung und Kultur sowie der Redaktionskommission und der Finanzkommission an.
Von 2021 bis 2024 war er Generalsekretär der SVP Schweiz, seit 1. März 2024 ist er stellvertretender Generalsekretär. Seine Nachfolge übernahm Henrique Schneider.
Keller wohnt in Hergiswil.